# Fissidens subplanifrons
Fissidens subplanifrons är en bladmossart som beskrevs av Maurice Bizot, Onraedt och Bruggeman-nannenga 1997. Fissidens subplanifrons ingår i släktet fickmossor, och familjen Fissidentaceae. Inga underarter finns listade i Catalogue of Life.